# Sogdianus
Sogdianus var en persisk kung 424 f.Kr. - 423 f.Kr.. Han är en okänd historisk person känd huvudsakligen från den grekiske läkaren och historikern Ktesias av Knidos skrifter. Sogdianus var son till Artaxerxes I och Alogyne av Babylon.